# Iona Brown
Iona Brown (Salisbury, 7 de enero de 1941-Salisbury,  5 de junio de 2004) fue una violinista y directora de orquesta británica.

## Infancia y educación
Elizabeth Iona Brown nació en Salisbury y fue educada en la Escuela de Cranborne Chase, Dorset. Sus padres, Antony y Fiona, fueron ambos músicos. Su hermano Timothy ha sido corno principal de la BBC Symphony Orchestra, su otro hermano Ian es pianista y su hermana Sally toca la viola en la Bournemouth Symphony Orchestra.

## Carrera
De 1963 a 1966, Brown toca el violín en la Orquesta Philharmonia. En 1964, se unió a la Academy of St Martin in the Fields, recorriendo todos los escalones hasta convertirse en líder, violinista solista y directora en 1974. Dejó formalmente la Academy en 1980, pero continuó trabajando con ellos durante el resto de su vida.
En 1981, fue nombrada directora artística de la Orquesta de Cámara de Noruega, NCO. El rey Olav V de Noruega más tarde le otorgó la distinción de Caballero de Primera Clase de la Orden del Mérito por su éxito con la NCO. De 1985 a 1989, fue directora invitada de la Orquesta Sinfónica de la Ciudad de Birmingham. Después dirigió la Orquesta de Cámara de Los Ángeles de 1987 a 1992. Fue destituida como directora de la orquesta a causa de su incapacidad para comprometerse a más de seis semanas por temporada con la orquesta, debido a sus otros compromisos, una decisión que ella protestó. Brown finalmente regresó como directora titular de la orquesta de 1995 a 1997, después de un cambio en la organización de la orquesta.  Como su salud empeoraba y su artritis avanzaba, cambió su foco de atención desde el violín a la dirección, terminando con su carrera de violinista en 1998. En sus últimos años, fue directora de la Orquesta Sinfónica de Jutlandia Meridional en Dinamarca.
De 1968 a 2004, Brown residió en un pueblo del Wiltshire llamado Bowerchalke. Cuando tomó parte en el programa Caleidoscopio, de la BBC Radio 4, explicando lo difícil que era tocar su pieza de bis de La Alondra Ascendente de Ralph Vaughan Williams, dijo que el canto de las alondras que escuchó durante sus largas caminatas en los alrededores de la Marleycombe Down habían influido en la manera en que ella lo tocaba.

## Honores
Fue nombrada Oficial de la Orden del Imperio Británico en 1986, y en junio de 2003 le concedieron un doctorado honorario de la Universidad Abierta del Reino Unido.

## Muerte
Murió de cáncer en 2004, a la edad de 63 años, en Salisbury. Se casó dos veces, y fue sobrevivida por su segundo marido, Bjorn Arnils.

## Discografía seleccionada

### Como violinista solista
- Fantasia on a Theme by Thomas Tallis; The Lark Ascending; Five Variants of Dives and Lazarus, Ralph Vaughan Williams. Academy of St. Martin-in-the-Fields; Neville Marriner, cond. (1972 Decca; reeditado en CD en Argo 414 595-2)

### Como directora y violinista
- La Cetra, Op. 9, Antonio Vivaldi. Academy of St. Martin-in-the-Fields. (1978. 3-LP set, Argo D99D3)
- The Four Seasons, Antonio Vivaldi. Academy of St. Martin-in-the-Fields. (1979. Philips 9500 7 17)
- 12 Concerti Grossi Op. 6, George Frideric Handel. Academy of St. Martin-in-the-Fields. (1983 digital. 3-LP set, Philips 6769 083)

### Como directora
- Concierto Para Violonchelo y Orquesta En Do Mayor (H. VIIb1); Concierto Para Violonchelo y Orquesta En Re Mayor, Op. 101 (H. VIIb2), De Joseph Haydn. Academy of San Martin-in-the-Fields; Mstislav Rostropovich, violonchelo. (1976 grabación. EMI 66 150 4)